# Dmitrij Malgin
Dmitrij Igoriewicz Malgin, ros. Дмитрий Игоревич Мальгин (ur. 28 lipca 1987 w Ust'-Kamienogorsku, Kazachska SRR) – kazachski hokeista, reprezentant Kazachstanu, trener.

## Kariera zawodnicza
- Ustinka Ust-Kamienogorsk (2003-2004)
- Kazcynk-Torpedo / Kazcynk-Torpedo 2 (2005-2010)
- Jertys Pawłodar (2010-2013)
- Barys Astana (2013-2015)
- Nomad Astana (2013-2019)
  -  Arłan Kokczetaw (2014)
  -  Saryarka Karaganda (2014/2015)
- Barys Astana (2017-2019)
- HK Ałmaty (2019-2020)
- HK Aktobe (2020-2021)
- Bejbarys Atyrau (2021-2022)
- Humo Taszkent (2022-)

Wychowanek Torpeda Ust-Kamienogorsk. Od 2013 zawodnik Barysu, następnie od sierpnia 2014 zawodnik Arłanu, a od listopada 2014 ponownie zawodnik Barysu. W grudniu przekazany do Saryarki. Od maja 2017 ponownie zawodnik Barysu. W połowie 2019 przeszedł do HK Ałmaty, a w sierpniu 2020 do HK Aktobe. Przed sezonem 2022/2023 został zawodnikiem uzbeckiego klubu Humo Taszkent, przyjętego do rozgrywek ligi kazachskiej.
Uczestniczył w turniejach hokeja mężczyzn na Zimowej Uniwersjadzie 2013, mistrzostw świata 2015 (Dywizja I), 2016 (Elita), 2018 (Dywizja I).

## Kariera trenerska
W maju 2022 został głównym trenerem kazachskiej drużyny Arłan Kokczetaw.

## Sukcesy
Reprezentacyjne
- Srebrny medal zimowej uniwersjady: 2013
- Awans do MŚ Elity: 2015

Klubowe
- Brązowy medal mistrzostw Kazachstanu: 2010 z Jertysem Pawłodar
- Srebrny medal mistrzostw Kazachstanu: 2012 z Jertysem Pawłodar, 2018, 2019 z Nomadem Astana
- Złoty medal mistrzostw Kazachstanu: 2013 z Jertysem Pawłodar, 2017 z Nomadem Astana
- Drugie miejsce w Pucharze Kontynentalnym: 2018 z Nomadem Astana

Indywidualne
- Kazachska Wysszaja Liga w hokeju na lodzie (2011/2012):
  - Pierwsze miejsce w klasyfikacji skuteczności interwencji: 95,5%
  - Najlepszy bramkarz sezonu
- Kazachska Wysszaja Liga w hokeju na lodzie (2016/2017):
  - Najlepszy bramkarz sezonu[9]